# São Pedro do Suaçuí
São Pedro do Suaçuí este un oraș în Minas Gerais (MG), Brazilia.